# Pドラム海物語 IN 沖縄 桜バージョン
『Pドラム海物語 IN 沖縄 桜バージョン』（ピードラムうみものがたりインおきなわさくらバージョン）は、2019年8月5日にサンスリーから発売されたデジパチタイプのパチンコ。型式名は「Pドラム海物語IN沖縄桜 SBE」。

## 概要
『PAドラム海物語 IN 沖縄』の後継機。ドラム海物語シリーズの第4弾。『CRスーパー海物語 IN 沖縄4 桜バージョン』の要素を取り入れており、桜に関する演出や「千本桜」など共通の演出が多数搭載されている。前作と同じく6段階の設定が搭載されている。シリーズ初のモード選択が採用されている。海物語シリーズと同じく待機中などにボタンを押すことでモードを変更できる。選択中のモードはリール上部のランプで確認することができる。

## 図柄
2図柄、6図柄、8図柄はLUCKYとなる。1図柄、3図柄、5図柄はSUPER LUCKYとなる。7図柄はGREAT LUCKYとなる。その他図柄に関しては各項目を参照。
- 1. タコ
- 2. ハリセンボン
- 3. カメ
- 5. エビ
- 6. アンコウ
- 7. シュゴン
- 8. エンゼルフィッシュ
- チビザメ

中央リールにのみ存在する。中央部に停止すると夜桜リーチに発展する。
- サクラサクラ

全リールに存在する。中央部で揃うとさくらさくら連続変動予告に発展する。

### 大当たり表示とラウンド数
| GREAT LUCKY | SUPER LUCKY | LUCKY |
| ----------- | ----------- | ----- |
| 10R         | 7R          | 5R    |

## モード解説
桜モード
いつもの演出に桜の演出を加えたモード。
告知モード
一発告知をメインとしたモード。
千本桜ゾーン
ST中の特殊ゾーン。リーチ成立後のボタン告知をメインとしたモード。

## 予告演出
予告なし
リーチ成立直後に演出が起こらないこと。ノーマルリーチ発展濃厚となる。
泡予告
桜モード専用演出。
リールの下部分に泡が発生する演出。泡の色によって期待度が変化する。
イルミ魚群予告
桜モード専用演出。
リール部分の湾曲導光板に紫色のイルミ魚群が出現する演出。期待度が高い。
マンボウ通過予告
桜モード専用演出。
ノーマルリーチ中にマンボウが出現し、ボタンプッシュが促される演出。マンボウの出現方法や色によって期待度が変化する。
タイマー予告
桜モード専用演出。
変動中や図柄停止時などに保留ランプの左側にあるセグのタイマーが発動し、カウントダウンが始まる演出。
遅れ予告
変動開始時にBGMの始まりが遅れる違和感演出。
滑り予告
右レールが効果音とともに半コマ進みあるいは半コマ戻ってリーチがかかる演出。
7図柄あおり予告
7図柄でのリーチ成立を煽る演出。リーチが成立すれば期待度が高くなる。ST中にリーチが成立すれば大当たり濃厚となる。
ラブ☆ダッシュあおり予告
桜モード専用演出。
「ラブ☆ダッシュ」または「ラブ☆ダッシュremix」に合わせてリーチ成立を煽る演出。リーチが成立すると、ラブ☆ダッシュリーチまたはラブ☆ダッシュremixリーチに発展する。
SP発展あおり予告
桜モード専用演出。
リーチ成立後に左リールと右リールのリーチ図柄が1コマ上昇する演出。もう1コマ上昇するとスーパーリーチに発展する。
新ボタンあおり予告
告知モード専用演出。
スーパーリーチ中に盤面とリールが点滅し、ボタンプッシュを促される演出。ボタンを押して桜フラッシュが鳴れば大当たり濃厚となる。点滅時の光の色によって期待度が変化する。
楽曲あおり予告
千本桜ゾーン専用演出。
楽曲に合わせてリーチ成立を煽る演出。楽曲無し、「さくらさくら」、「千本桜」の3パターンが存在する。

## 保留先読み予告
チャンス目予告
チャンス目（同一図柄が非テンパイ形で液晶画面内に3つ停止）が停止する演出。連続するほど期待度が高くなる。発生した際にはリールからエフェクトが発光し、光の色によって期待度が変化する。
保留変化予告
桜モード専用演出。
保留ランプの色が変化する予告。色によって期待度が変化する。入賞時にマリンのボイスが発生すると大当たり濃厚となる。
入賞時前兆フラッシュ予告
桜モード専用演出。
ヘソ入賞時に満開ランプが光る演出。光の色によって期待度が変化する。
消灯予告
ハズレ目停止時にリールが消灯する演出。サイクロンボタンリーチに発展する。
レッツマンボウ連続予告
桜モード専用演出。
変動中やノーマルリーチ中にピンクマンボウが出現する演出。その後はチャンス目予告が発生すると再びピンクマンボウが出現し、連続するほど期待度が高くなる。
波打ちステップアップ予告
桜モード専用演出。
変動中にリールが上下に揺れ動く演出。ステップ1はリールが2回揺れ動く。ステップ2はリールが3回以上揺れ動く。ステップ2が発生するとウェーブゾーンに突入する。ステップ3はリールが通常より激しく揺れ動く。
ウェーブゾーン
桜モード専用演出。
波打ちステップアップ予告のステップ2から発展する。変動中にリールがウェーブを起こし、全体が青色になる演出。湾曲導光板が白く点滅すれば期待度が高くなる。
カウントダウンゾーン
桜モード専用演出。
中央リールの中央部にカウントダウン形式で3図柄、2図柄、1図柄の順番に停止する演出。1図柄まで停止すると期待度が高くなる。
上昇ステップアップ予告
桜モード専用演出。
変動開始時にリールが上昇しロックされる演出。リールの上昇には4段階存在し、上昇するほど期待度が高くなる。
バックランプステップアップ予告
桜モード専用演出。
変動中にリール間にあるランプが発光する演出。ランプの光がピンク色だったり、ランプが左右に移動すると期待度が高くなる。
アルファベットランプ予告
桜モード専用演出。
変動開始時にリールにアルファベットの文字が浮かび上がる演出。文字の種類や光の色によって期待度が変化する。
満月前兆予告
桜モード専用演出。
変動停止時に画面右下の満月ランプが点灯する演出。発生した時点でリーチ成立濃厚となる。ランプの色によって期待度が変化する。
キャラステップアップ予告
マリンとウリンのボイスが発生し、サクラサクラ図柄が揃うのを煽る演出。チャレンジ図柄が揃うとさくらさくら連続予告に発展する。
さくらさくら連続予告
サクラサクラ図柄が揃うと発展する。中段に3・2・1図柄が連続で停止する演出。停止する際にはリールのランプが発光する。連続するほど期待度が高くなる。ランプの色によって期待度が変化する。
スペシャル魚群タイム
桜モード専用演出。
保留が8個溜まると突入する場合がある特殊ゾーン。リーチが成立するとボタンプッシュが促され、スペシャル魚群が発生すると大当たり濃厚となる。
スペシャル魚群タイム突入するとリール右下のスペシャル魚群タイムランプが紫色に光るが、赤色に光ると期待度が高くなる。虹色に光ると大当たり濃厚となる。終了時にも光るが、光の色が設定を示唆しており、光の色によって設定の段階が変化する。
ハイパースペシャル魚群タイム
桜モード専用演出。
スペシャル魚群タイムの上位演出。BGMとして「じんじん」が流れる。突入した時点で期待度が高い。スペシャル魚群タイムと同じく、スペシャル魚群が発生すると大当たり濃厚となる。
魚群レーダー予告
スペシャル魚群タイム中専用演出。リールに魚群レーダーが発生する演出。魚群レーダーの色によって期待度が変化する。
満月ゾーン予告
告知モード専用演出。
変動中に盤面、保留ランプ、満月ランプの色が変化する演出。発生した時点でリーチ成立濃厚となる。光の色によって期待度が変化する。
桜フラッシュあおり予告
告知モード専用演出。
変動開始ともにリール横にあるランプが下から上に発光するステップアップ演出。ステップ3で光が桜フラッシュに到達する。ステップ3まで発展すると期待度が高くなる。ステップ4で桜フラッシュ発生となる。ステップ4まで発展すると大当たり濃厚となる。
ブラックアウト予告
変動中にリールと盤面が暗転する演出。暗転の時間が長いほど桜フラッシュ発生の期待度が高くなる。5秒以上暗転していれば桜フラッシュ発生濃厚となる。
桜吹雪ステップアップ予告
千本桜ゾーン専用演出。
変動中に盤面が桜吹雪のように発光するステップアップ演出。ステップ1は盤面の左側が発光する。ステップ2は盤面の右側が発光する。ステップ3は全面が発光する。ステップ3まで到達するとリーチ成立濃厚となる。
変動降下予告
千本桜ゾーン専用演出。
変動開始時にリールが下がるステップアップ演出。3段階のステップが存在し、ステップ3に到達すると期待度が高くなる。
ウエイト予告
千本桜ゾーン専用演出。
変動開始時にリールが少しだけ震えて回転しない演出。震えは1回から3回までのステップが存在し、3回震えると期待度が高くなる。

## リーチ演出
ノーマルリーチ
特に何も起こらないリーチ演出。期待度は低い。シングルリーチ及びダブルリーチのどちらからも発展する。
引っ張りリーチ
シングルリーチから発展する。バックライトが水色に点灯し、中央リールが1コマずつ動く演出。
スローリーチ
シングルリーチから発展する。バックライトが黄色に点灯し、中央リールが低速回転する演出。
スーパー島唄リーチ
シングルリーチから発展する。中央リールが停止し、左リールと右リールが「島唄」のリズムに合わせて回転する演出。
大波リーチ
ダブルリーチから発展する。バックライトが紫色に点灯し、中央リールが低速回転する演出。
スーパーじんじんリーチ
ダブルリーチから発展する。中央リールが「じんじん」に合わせて回転する演出。大波リーチから発展する場合もある。
サイクロンボタンリーチ
ハズレ目停止後にリールが消灯することで発展する。サイクロンボタンを回すのを促され、回して図柄が揃うと大当たりとなる。
ラブ☆ダッシュリーチ
ラブ☆ダッシュあおり予告から発展する。バックライトが黄色に点灯し、中央リールが「ラブ☆ダッシュ」に合わせて1コマずつ動く演出。
ラブ☆ダッシュremixリーチ
ラブ☆ダッシュあおり予告から発展する。バックライトが水色に点灯し、中央リールが「ラブ☆ダッシュremix」に合わせて回転する演出。
さくらさくらリーチ
さくらさくら連続予告から発展する。中段に3・2・1図柄が連続で停止する演出。停止する際にはリールのランプが発光する。連続するほど期待度が高くなる。ランプの色によって期待度が変化する。
夜桜リーチ
通常時は中央リールの中央部にチビザメ図柄が停止することで発展する。千本桜ゾーンではリーチ成立時に発展する。
リーチ成立後にマリンのセリフが読み上げられ、ボタンプッシュを促される演出。ボタンを押して桜フラッシュが鳴ると大当たり濃厚となる。マリンのセリフによって期待度が変化する。リーチ中の中央リールの回転速度でも期待度が変化する。

## プレミアム演出
白泡
白い泡が発生する演出。設定2以上が濃厚となる。
イルミ魚群系プレミアム
イルミ魚群予告に関するプレミアム演出。数種類存在する。
金魚群
金色のイルミ魚群が出現する演出。
連続魚群
ノーマルリーチ中にイルミ魚群が3回連続で出現する演出。
白魚群
白色のイルミ魚群が出現する演出。設定4以上が濃厚となる。
スペシャル魚群
スペシャル魚群タイム中専用演出。
虹色のイルミ魚群が出現する演出。
サムプレミアム
リーチ中にサムが出現する演出。
ボイスプレミアム
変動開始時などにマリン、ワリン、ウリンのいずれかのボイスが流れる演出。
枠外プレミアム
図柄が枠外で揃った場合、効果音の後に図柄が枠内に移動し大当たりとなる演出。必ず発生する訳ではない。
逆変動
変動時にリールが逆回転する演出。
夜桜全回転
図柄が揃った状態で変動し、ボタンプッシュが促される演出。ボタンを押すと桜フラッシュとスペシャル魚群が発生し、7図柄揃いが濃厚となる。

## 大当たりラウンド演出

### 大当たりラウンド突入前
桜チャンス
図柄が揃った直後に突入する昇格演出。マリンの掛け声とともにボタンプッシュが促される演出。ボタンを押すと昇格するかしないかが示唆される。

### 大当たりラウンド中
桜フラッシュチャンス
10ラウンド大当たり以外の際に、ラウンド中に桜フラッシュが発生する昇格演出。発生すると10ラウンド大当たりに昇格する。
オーバー入賞時フラッシュ
オーバー入賞をした際にパネルサクラが発光する演出。発生すると設定示唆となる。発光のパターンによって設定の段階が異なる。

### 大当たりラウンド終了後
そよ風
光が左リールから右リールに向かって移動するように発光する演出。右リールから左リールに移動すると期待度が高くなる。
花火
リールが花火のような発光をする演出（光が中央リールの下部から上部に動き、中央部から左右リール6方向に分かれて花火のように光が移動する）。花火の色によって設定の段階が示唆される。

## その他演出
再始動
リーチが外れた際に、中央リールが再び動き出して大当たりになる演出。ダブルリーチで発生した場合は奇数図柄での大当たりとなる。

## 可動役物

### 桜フラッシュ
ドラム上部にある役物。中央のサクラランプと左右のパネルサクラで構成されている。変動時の一発告知としての機能を果たしており、演出が発生した時点で大当たり濃厚となる。一発告知にはショート、ロング、超ロング（「さくらさくら」が流れる）、サイレント（パネルサクラが点滅）の4種類があり、ショートは大当たり濃厚、ロングは奇数図柄での大当たり濃厚、超ロングは10ラウンド大当たり濃厚となる。サイレントはさらに通常点滅、左点滅、右点滅、高速同時点滅、3・3・7拍子点滅の5種類がある。通常点滅は大当たり濃厚となる。左点滅、右点滅、高速同時点滅は奇数図柄での大当たり濃厚となる。3・3・7拍子点滅は10ラウンド大当たり濃厚となる。
また、設定示唆にも使われており、桜フラッシュの色や発光パターンによって設定の段階が異なる。

### メガパト
桜フラッシュの上部に設置されているパトランプの役物。発光しながら回転すると10ラウンド大当たり濃厚となる。

## 大当たり・確変
ロングST機となっている。図柄が揃うと桜チャンスに突入し、大当たりラウンド数が決定する。大当たりラウンド終了後は必ず70回のSTに突入する。時短は搭載されていない。通常時は左打ちで、大当たりラウンド中とST中は右打ちで消化する。

## プレミアムラウンド
- 1回目：アイマリン（内田彩）が歌う「千本桜 (沖縄4桜Ver)」
- 2連荘達成：アイマリン（内田彩）が歌う「ラブ☆ダッシュremix」
- 3連荘達成：ウリンが歌う「キラキラ☆彡ハッピー」
- 4連荘達成：「じんじん」
- 5連荘達成：THE BOOMが歌う「島唄」
- 6連荘達成：マリンが歌う「海物語 〜Go!Go! SEA STORY〜 エレクトロMix」
- 7連荘達成：マリン（葉月ゆら）が歌う「ラブ☆ダッシュ」
- 8連荘達成：「海物語リミックス」
- サムプレミアムでの大当たり：サムが歌う「サムのムキムキエブリデイ」

## スペック
| 型式                 | 型式                 | SBE                                                                                                   |
| -------------------- | -------------------- | --- |
| 特賞種別             | 特賞種別             | デジパチ                                                                                              |
| 大当たり確率         | 通常時               | 1/159.8（設定1） 1/156.4（設定2） 1/153.1（設定3） 1/149.9（設定4） 1/144.9（設定5） 1/139.4（設定6） |
| 大当たり確率         | 高確率時             | 1/43.9（設定1） 1/43.0（設定2） 1/42.1（設定3） 1/41.2（設定4） 1/39.8（設定5） 1/38.3（設定6）       |
| タイプ               | タイプ               | ライトミドル                                                                                          |
| 賞球数               | 賞球数               | 4 & 1 & 10 & 3                                                                                        |
| ラウンド・カウント数 | ラウンド・カウント数 | 10R or 7R or 5R・6C                                                                                   |
| 大当たりシステム     | 大当たりシステム     | ロングST                                                                                              |
| 確変突入率           | 確変突入率           | 100/100（100%、ST70回）                                                                               |
| 大当たりの内訳       | 上始動口             | 10R：12.5% 7R：37.5% 5R：50%                                                                          |
| 大当たりの内訳       | 下始動口             | 10R：20% 7R：35% 5R：45%                                                                              |
| 大当たり出玉         | 大当たり出玉         | 10R：660個 7R：460個 5R：330個                                                                        |
| リミット             | リミット             | なし                                                                                                  |
| 電サポ               | 確変                 | 大当たり終了後ST70回                                                                                  |
| 電サポ               | a時短                | なし                                                                                                  |
| 電サポ               | b時短（遊タイム）    | なし                                                                                                  |
| 保留の数             | 保留の数             | 上始動口4個+下始動口4個                                                                               |
| 保留の優先消化       | 保留の優先消化       | なし（入賞順に消化）                                                                                  |